# Plectrohyla
Plectrohyla es un género de anfibios anuros de la familia Hylidae. 21 especies de este género pertenecía al género Hyla hasta la reestructuración del género realizada en 2005.
Se distribuyen por la mitad sur de México y Centroamérica.

## Especies
Se reconocen las 42 siguientes según ASW:
- Plectrohyla acanthodes Duellman & Campbell, 1992
- Plectrohyla ameibothalame (Canseco-Márquez, Mendelson & Gutiérrez-Mayén, 2002)
- Plectrohyla arborescandens (Taylor, 1939)
- Plectrohyla avia Stuart, 1952
- Plectrohyla bistincta (Cope, 1877)
- Plectrohyla calthula (Ustach, Mendelson, McDiarmid & Campbell, 2000)
- Plectrohyla calvicollina (Toal, 1994)
- Plectrohyla celata (Toal & Mendelson, 1995)
- Plectrohyla cembra (Caldwell, 1974)
- Plectrohyla charadricola (Duellman, 1964)
- Plectrohyla chryses (Adler, 1965)
- Plectrohyla chrysopleura Wilson, McCranie & Cruz-Díaz, 1994
- Plectrohyla crassa (Brocchi, 1877)
- Plectrohyla cyanomma (Caldwell, 1974)
- Plectrohyla cyclada (Campbell & Duellman, 2000)
- Plectrohyla dasypus McCranie & Wilson, 1981
- Plectrohyla ephemera (Meik, Canseco-Márquez, Smith & Campbell, 2005)
- Plectrohyla exquisita McCranie & Wilson, 1998
- Plectrohyla glandulosa (Boulenger, 1883)
- Plectrohyla guatemalensis Brocchi, 1877
- Plectrohyla hartwegi Duellman, 1968
- Plectrohyla hazelae (Taylor, 1940)
- Plectrohyla ixil Stuart, 1942
- Plectrohyla labedactyla (Mendelson & Toal, 1996)
- Plectrohyla lacertosa Bumzahem & Smith, 1954
- Plectrohyla matudai Hartweg, 1941
- Plectrohyla miahuatlanensis Meik, Smith, Canseco-Márquez & Campbell, 2006
- Plectrohyla mykter (Adler & Dennis, 1972)
- Plectrohyla pachyderma (Taylor, 1942)
- Plectrohyla pentheter (Adler, 1965)
- Plectrohyla pokomchi Duellman & Campbell, 1984
- Plectrohyla psarosema (Campbell & Duellman, 2000)
- Plectrohyla psiloderma McCranie & Wilson, 1999
- Plectrohyla pycnochila Rabb, 1959
- Plectrohyla quecchi Stuart, 1942
- Plectrohyla robertsorum (Taylor, 1940)
- Plectrohyla sabrina (Caldwell, 1974)
- Plectrohyla sagorum Hartweg, 1941
- Plectrohyla siopela (Duellman, 1968)
- Plectrohyla tecunumani Duellman & Campbell, 1984
- Plectrohyla teuchestes Duellman & Campbell, 1992
- Plectrohyla thorectes (Adler, 1965)